# Фрањо Борас
Фрањо Борас (Витина код Љубушког, Краљевина Југославија, 12. фебруар 1927 – Мостар, Босна и Херцеговина 24. мај 2023) је био хрватски члан Предсједништва СР Босне и Херцеговине и краткотрајно хрватски члан Предсједништва Републике Босне и Херцеговине до 20. октобра 1993. године, после повлачења кад га је заменио Иво Комшић. Био је члан Хрватске заједнице БиХ.
Био је један од сведока на суђењу Слободану Праљаку.
Издао је књиге:
- Како је умирала Социјалистичка Република Босна и Херцеговина 1990 - 1996
- Босанско-херцеговачки каос 1990 - 1996
- Прилог новом устроју Републике Босне и Херцеговине

После рата до смрти је живео је у Мостару.